# Lee Da-yeong
Lee Da-yeong (Hangul: 이다영, Romanización revisada del coreano: Ida young) (n. 15 de octubre de 1996 Jeonju, Jeollabuk-do) es una jugadora de voleibol profesional femenino. Da-yeong fue miembro de la Selección femenina de voleibol de Corea del Sur y su posición es armadora. Su hermana Lee Jae-yeong también fue seleccionada para participar en el equipo nacional.
Es considerada una de las deportistas más hermosas y carismáticas del voleibol surcoreano.
Actualmente está suspendida del equipo nacional junto a su hermana Lee Jae-yeong, por graves acusaciones de bullying y violencia escolar. 

## Biografía
Lee Da-yeong nació el 15 de octubre de 1996 como una de las hijas gemelas de Kim Hyung-Hee y Lee Ju-hyung. La hermana de Lee Da-yeong, Lee Jae-yeong, también juega para el equipo nacional de voleibol femenino de Corea del Sur. Lee estudió en la escuela primaria Jeonju Jungsan, en la escuela secundaria para niñas Jinju Gyeonghae y en la escuela secundaria para niñas Jinju Sunmyung.

## Carrera
Lee Da-yeong formó parte del equipo de voleibol de Corea del Sur que hizo clic en la medalla de oro en el evento del equipo femenino en los Juegos Asiáticos de 2014 que finalmente se celebró en Incheon, Corea del Sur.
Ella junto con su hermana fueron seleccionadas para representar a Corea del Sur en los Juegos Asiáticos de 2018 y programadas para competir en el evento del equipo de voleibol femenino. En septiembre de 2019, fue incluida en el equipo de Corea del Sur para la Copa Mundial de Voleibol Femenino de 2019
Es la armadora titular del equipo nacional desde 2019 demostrando ser más rápida y eficaz que el resto de las armadoras del equipo.
Da-yeong fue miembro del club Suwon Hyundai Engineering & Construction Hillstate desde 2014. El 13 de abril de 2020, fue transferida por 1.2 billones de wones a Heungkuk Life Insurance para la temporada 2020, compitiendo junto a su hermana gemela Lee Jae-yeong.
En febrero de 2021, Da-yeong y su hermana gemela, Jae-yeong, fueron acusadas de acoso, bullying, y violencia escolar por sus excompañeros de clase, durante la secundaria. Desde entonces, las gemelas han sido suspendidas indefinidamente del equipo nacional y de su club.

## Controversias

### Acusaciones de acoso escolar
En febrero de 2021, La acusadora que se identificó como alguien que asistió a la escuela con las hermanas, hizo una publicación en internet, donde acusaba a las hermanas de acoso escolar y dijo que las dos incluso la amenazaron a ella y a otros con un cuchillo por "desobediencia".
"Estoy escribiendo en nombre de cuatro personas, pero hubo más víctimas. Queremos una disculpa sincera de ellos... Ellos maldijeron a nuestros padres, nos extorsionaron y nos acosaron", escribió la acusadora.
Después de que el tema salió a la luz, la acusadora dijo que las hermanas la contactaron y dijeron que la visitarían para disculparse.
"Dijeron que visitarían para pedir disculpas y emitir una declaración", escribió. "Retiraré mi publicación luego de la publicación de la disculpa".
La acusadora dijo que ella y otras víctimas aún viven con el trauma. 
"Quería suicidarme por el acoso, pero simplemente se trasladaron a otra escuela sin disculparse", escribió.
El 14 de febrero de 2021, Da-yeong y Jae-yeong fueron suspendidas de su club y del equipo nacional por un período indeterminado. Las gemelas enfrentan la probabilidad de no poder ser entrenadoras en un futuro y de no asistir a los Juegos Olímpicos de Tokio.
En octubre de 2021, Da-yeong y Jae-yeong obtuvieron su estatus de Free Agent, ambas decidieron continuar su carrera en el club griego P.A.O.K Thessaloniki, siendo las primeras jugadoras de nacionalidad coreana en jugar en la categoría A1 griega.

### Matrimonio secreto y acusaciones de violencia doméstica
Según los informes, Da-yeong abusó verbalmente y amenazó con matar a su esposo, con quien se casó en abril de 2018 y se separó cuatro meses después. Da-yeong refutó las acusaciones y dijo que su esposo accedió a divorciarse, pero como requisito previo, repetidamente hacía demandas financieras difíciles, como pedir 500 millones de wones (cerca de 362,000 euros) en efectivo o bienes inmuebles propiedad de la jugadora antes del matrimonio.